# Paco Soto
Paco Soto (Elche, Alicante, 5 de noviembre de 1975) es un funcionario de la administración local de Elche que ejerce como Policía Local, brigada nocturna, a la vez que director, guionista y productor de cine.
En 2008 dirigió su primer cortometraje, "Transpirenaica: La Travesía de los Pirineos", documental sobre la ruta que atraviesa los Pirineos, realizada en bicicleta. Este documental se estrenó en la "XI Mostra de Cinema Jove d'Elx". En 2009 presentó su cortometraje "40 segundos", un drama con el acoso laboral como tema central, que se estrenó en la "XII Mostra de Cinema Jove d'Elx". En ambos cortometrajes se encargó de la dirección, guion, edición y montaje. En 2010 realizó "Tonico el Munisipal" , un cortometraje que recibió un premio del canal TCM (España) además por ser el cortometraje más votado durante el concurso. Con este cortometraje también obtuvo el Premio del Público en el V Festival Internacional de Cine de Sax. En 2011 realizó el cortometraje "Carta a mamá" , una road movie rodada en enclaves de la provincia de Alicante. En 2015 dirigió su ópera prima, Operasiones Espesiales, uno de los primeros largometrajes españoles financiado a través de micromecenazgo, y en verano de 2017 dirigió la versión del cortometraje de Rural Cops, cuyo estreno está previsto en 2018.

## Filmografía
- Rural Cops (2018). Dirección, Producción y Guion.
- Hidden Devil, de Fran Mateu (2017). Producción y Ayudante de Cámara.
- Operasiones Espesiales (2014). Dirección, Producción y Guion.
- Diente por diente, de Álvaro P. Soler (2014). Producción.
- Aunque todo vaya mal, de Cristina Alcázar (2011) Figurante.
- The cold day light of day, de Mabrouk El-Mechri (2011). Figurante.
- Historia Muerta, de Fran Mateu (2011). Producción y Operador de Cámara.
- Carta a mamá (2011). Dirección, Producción, Guion, Fotografía y Montaje.
- Llegó del mar, de José A. Larrosa (2011). Actor de Reparto y Colaborador.
- Aquel lugar, aquel momento, de Enrique Vasalo (2010). Producción y actor de Reparto.
- Tonico, el musipal (2010). Dirección, Producción, Guion, Fotografía y Montaje.
- La cabeza de la chica, de Andrea Llopis (2010). Ayudante de Producción y actor de Reparto.
- Sueños de Benya Acame (2010). Actor de reparto.
- Protopartículas, de Chema García Ibarra (2009). Colaborador.
- 40 segundos (2009). Dirección, Producción, Guion, Montaje e Interpretación.
- Transpirenaica (2008). Dirección, Producción, Guion, Fotografía y Montaje.